# Colin McRae: Dirt
Colin McRae: Dirt (nazwa stylizowana: Colin McRae: DiRT) – szósta sygnowana nazwiskiem kierowcy Colina McRae odsłona najpopularniejszej serii gier rajdowych. Twórcy zdecydowali się na radykalną zmianę koncepcji. Teraz tryb kariery na wzór serii TOCA Race Driver jest niezwykle rozbudowany – oprócz znanych już zawodów rajdowych gracz przechodzi w nim również zawody crossroadowe i pustynne (na wzór Rajdu Dakar). Zwiększyła się liczba klas samochodowych (dodano buggy, ciężarówki, samochody terenowe). Poprawiono oprawę graficzną poprzez uwzględnienie nowoczesnego, next-genowego silnika NEON uwzględniającego shadery i HDR. Otoczenie jest barwniejsze, lepiej zaprojektowane. Zmieniony został także silnik fizyczny ze znacznym poprawieniem efektów cząsteczkowych.
Z rajdowych trybów jazdy usunięto opcję naprawy samochodu poprzez wydawanie punktów czasu na określone części – co drugi rajd samochód jest automatycznie naprawiony.
Dnia 8 września 2009 miała premierę kontynuacja Colin McRae: DiRT 2. Gra została wydana również na PC, Xbox 360 i PS3. Decyzja o kontynuowaniu pomysłu DiRTa jest spowodowana świetną sprzedażą (ponad pół miliona sprzedanych kopii pierwszej części – stan na lipiec 2007). Z powodu tragicznej śmierci szkockiego kierowcy sygnującego markę pojawiały się duże wątpliwości odnośnie do tego, czy seria będzie kontynuowana.